# Gutu (Simbabwe)
Gutu, sehr oft auch Mupandawana, ist eine Stadt in der Provinz Masvingo in Simbabwe.

## Geografie
Gutu liegt im Norden der Provinz Masvingo auf etwa 1400 m Höche, im gleichnamigen Distrikt dessen Verwaltungssitz sie ist, etwa 60 km nordöstlich der Stadt Masvingo. Sie hatte 2015 etwa 5400 Einwohner.

## Wirtschaft
Stadt und der umliegende Distrikt sind agrarisch geprägt. Professor Hans-Joachim Wenzel von der Universität Osnabrück war hier Ende der 1980er Jahre am Projekt CARD (Coordinated Agricultural and Rural Development) bzgl. ländlicher Entwicklungspolitik beteiligt.
Wie im übrigen Land waren die Ernteerträge nach der Landreform zurückgegangen. Unter- und Mangelernährung waren verbreitet. Eine zunehmende Verarmung der Menschen verschärfte die Lage.
Gutu hat Grund- und Sekundarschulen sowie ein Krankenhäuser.

## Söhne und Töchter der Stadt
- Morgan Tsvangirai (1952–2018; Politiker und Gewerkschafter)
- Chirikure Chirikure (* 1962; Lyriker und Erzähler)